# Tsinga (Yaoundé)
Pour les articles homonymes, voir Tsinga.
Tsinga (I et II) est un nom de quartier, chef-lieu de la commune d'arrondissement de Yaoundé II dans  la Communauté urbaine de Yaoundé situé au nord-ouest de la ville de Yaoundé au Cameroun. Il est limitrophe des quartiers Mokolo, Briqueterie et Bastos.

## Historique
Tsinga désigne aussi un nom de tribu dont le foyer est localisé sur la rive droite de la boucle du Yom. Chassés de leur territoire par les Yalongo, ensuite par les Vuté, certains Tsinga durent abandonner leur région, traverser la Sanaga pour s’installer sur les rives du fleuve. Aujourd’hui on retrouve la tribu tsinga dans la plupart des groupes linguistiques des zones du Centre et du Sud. Ils sont appelés Tsinga chez les Mvelé, Ezum et Kolo ; Esèlè chez les Etons ; Batsenga chez les Sanaga ; Yetyab ou Yemvak chez les Bulu ; enfin, Tchango chez les Bamiléké. 
Dans la ville de Yaoundé, on retrouve principalement les Tsinga dans le quartier auquel ils ont donné le nom : le quartier Tsinga, un espace initialement réservé au parc à bœufs, qui dès 1973 sera entièrement aménagé et va connaitre une extension. La Société Immobilière du Cameroun(SIC) y construit sur 26ha des immeubles de type HLM : c’est le « Camp Sic Tsinga ». On construit également sur l’emplacement d’une ancienne nécropole (le cimetière musulman), la chapelle catholique Christ-Roi et la sous-préfecture de Yaoundé II.
Le Camp Sic est détruit en 2008 et en 2017 un nouveau complexe immobilier de 100 appartements le remplace.

## Population
La population du quartier Tsinga est cosmopolite. On y trouve des personnes venant des dix régions du Cameroun.